# Harold Douglas Pratt
Harold Douglas Pratt (né le 23 juillet 1944 à Charlotte, en Caroline du Nord) est un ornithologue américain, photographe naturaliste et spécialiste en bioacoustique. Il a particulièrement travaillé sur l'avifaune d'Hawaii et d'autres îles du Pacifique et a été l'un des pionniers dans l'enregistrement des chants d'oiseaux. Il est membre de l'American Ornithologists' Union.

## Biographie
En 1966, Pratt décroche un Bachelor of Science au Davidson College à Davidson, en Caroline du Nord. Il écrit une thèse sur l'« Analyse de la systématique de l'avifaune endémique des îles hawaïennes », et valide ainsi son doctorat à l'université d'État de Louisiane en 1979. Il travaille comme ingénieur de recherche dans cette même université à Baton Rouge de 1980 à 2005, puis devient conservateur au North Carolina State Museum of Natural Sciences de Raleigh.
En 1975 Pratt est l'un des derniers scientifiques a pouvoir photographié le ʻŌʻū, aujourd'hui probablement disparu.
Pratt a proposé une profonde révision dans le genre Zosterops et dans la sous-famille des Drepanidinae. En 1987 il sépare le Zostérops bridé en trois espèces distinctes : Zosterops conspicillatus, Zosterops semperi, et Zosterops hypolais. En 1979 il renomme Hemignathus wilsoni en Hemignathus munroi. En 1989, il déplace Hemignathus kauaiensis du genre Himatione vers le genre Hemignathus. En 2009, il crée le genre Manucerthia pour Oreomystis mana.

## Principaux travaux
- 1987 : A Field Guide to the Birds of Hawaii and the Tropical Pacific
- 1996 : Hawaii's Beautiful Birds
- 1996 : Pocket Guide to Hawaii's Birds
- 1999 : Pocket Guide to Hawaii's Trees and Shrubs
- 2002 : Enjoying Birds and Other Wildlife in Hawaii
- 2005 : The Hawaiian Honeycreepers
- 2006 : Flowering Trees: Images of Hawaii's Natural Beauty
- 2007 : Birds: Images of Hawaii's Feathered Heritage
- 2008 : Birds & Bats of Palau

Pratt a illustré au moins 20 livres, dont plusieurs planches dans le Handbook of the Birds of the World.

## Contributions majeures

### Études sur l’avifaune hawaïenne
Pratt a joué un rôle central dans l’étude des oiseaux endémiques d’Hawaii, dont plusieurs sont aujourd’hui en danger critique d'extinction ou éteints. Son travail a contribué à mieux comprendre l’évolution et la diversification de ces espèces uniques. Ses recherches sur la bioacoustique des oiseaux hawaïens ont permis d’enregistrer et de préserver les chants d’oiseaux menacés, un aspect essentiel de la conservation de ces espèces.

### Illustrations scientifiques
En plus de ses travaux scientifiques, Pratt est également reconnu pour ses illustrations d’oiseaux. Il a contribué à de nombreux ouvrages et guides de terrain, permettant aux chercheurs et aux amateurs d’oiseaux de mieux identifier les espèces. Ses dessins se distinguent par leur précision et leur souci du détail.

### Publications
Pratt est l’auteur de plusieurs articles scientifiques et ouvrages sur l’ornithologie. Parmi ses travaux notables figurent des publications sur la classification des oiseaux hawaïens et leurs relations évolutives avec d’autres espèces du Pacifique.